# خوان سيزار كورديرو دافيلا
خوان سيزار كورديرو دافيلا (بالإنجليزية: Juan César Cordero Dávila)‏ هو عسكري أمريكي، ولد في 6 يونيو 1904 في كارولينا، بورتوريكو في الولايات المتحدة، وتوفي في 20 يوليو 1965 في بورتوريكو في الولايات المتحدة.